# Oruza
Oruza är ett släkte av fjärilar. Oruza ingår i familjen nattflyn.

## Bildgalleri

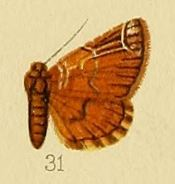
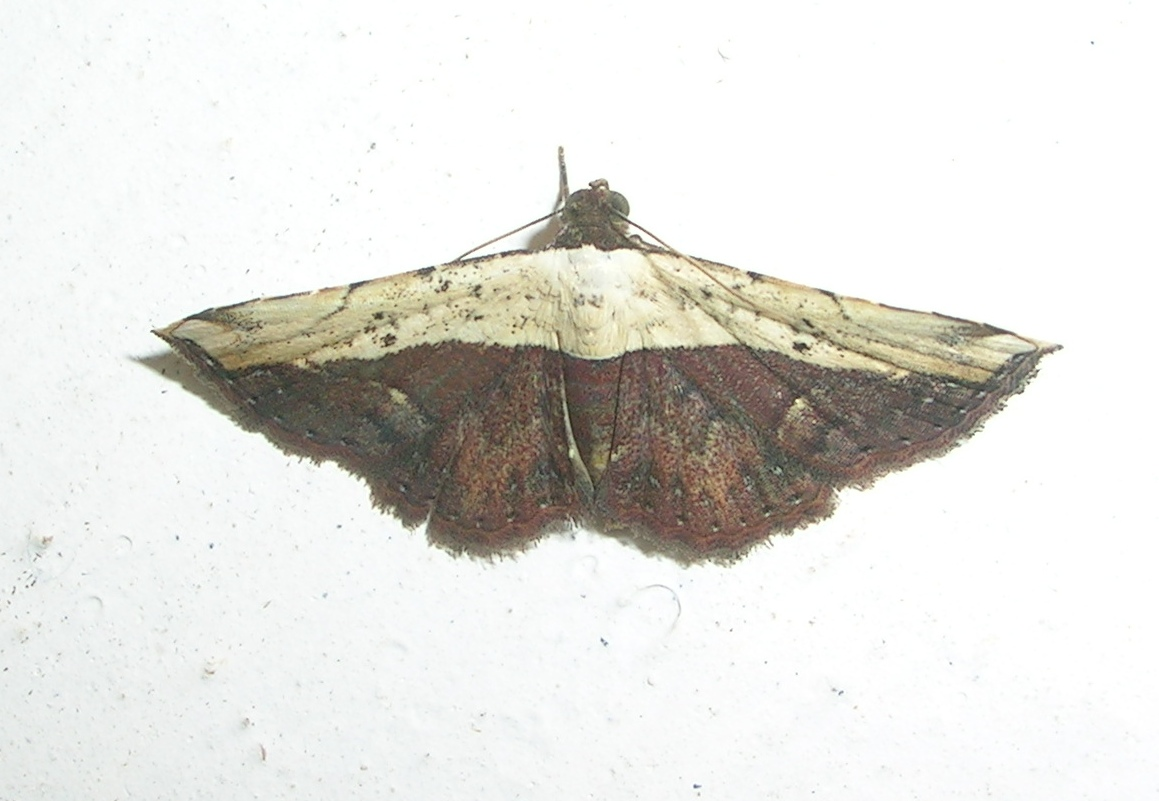
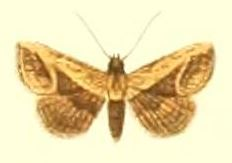

## Dottertaxa tillOruza, i alfabetisk ordning[1]
- Oruza affulgens
- Oruza albigutta
- Oruza albocostaliata
- Oruza aspersa
- Oruza atriapicata
- Oruza bicolora
- Oruza bipunctata
- Oruza cariosa
- Oruza cervinipennis
- Oruza chalcogramma
- Oruza chionocraspis
- Oruza costalis
- Oruza costata
- Oruza crocodeta
- Oruza crocotoschema
- Oruza dasycara
- Oruza discifascia
- Oruza discisigna
- Oruza divisa
- Oruza dolichognatha
- Oruza dorsinotata
- Oruza doto
- Oruza fulviplaga
- Oruza glaucotorna
- Oruza inclinata
- Oruza kavatcha
- Oruza kuehni
- Oruza lacteicosta
- Oruza lathraea
- Oruza latifera
- Oruza lauta
- Oruza leptogramma
- Oruza leucocraspia
- Oruza leucostigma
- Oruza lithochroma
- Oruza maerens
- Oruza megalospila
- Oruza microstigma
- Oruza mira
- Oruza morma
- Oruza narabuta
- Oruza obliquaria
- Oruza pallicostata
- Oruza particolor
- Oruza pratti
- Oruza pseudomira
- Oruza puncticosta
- Oruza rectangulata
- Oruza rectilineata
- Oruza rufata
- Oruza rufiplaga
- Oruza rupestre
- Oruza ryukyuense
- Oruza semifusca
- Oruza semilux
- Oruza seminivea
- Oruza semirufa
- Oruza sordida
- Oruza stragulata
- Oruza unipuncta
- Oruza xanthoptera